# Acantholimon muchamedshanovii
Acantholimon muchamedshanovii är en triftväxtart som beskrevs av Igor Alexandrovich Linczevski. Acantholimon muchamedshanovii ingår i släktet Acantholimon och familjen triftväxter. Inga underarter finns listade i Catalogue of Life.